# آتش بس دائمی صلح و دوستی (بحرین و بریتانیا)
آتش‌بس دائمی صلح و دوستی (انگلیسی: Perpetual Truce of Peace and Friendship) پیمانی بود که در سال ۱۸۶۱ (۱۲۴۰ خورشیدی مقارن با سلطنت ناصرالدین شاه) بین بریتانیا و بحرین به اجرا درآمد. بر اساس شرایط خود، بریتانیا از حمله دریایی و کمک به حملات زمینی در ازای تعهدات بحرین برای واگذاری زمین به بریتانیا  و عدم برقراری روابط با سایر دولت‌های خارجی بدون رضایت بریتانیا، حمایت می‌کند. این معاهده در سالهای ۱۸۹۲ و ۱۹۵۱ (۱۲۷۱ و ۱۳۳۰ خورشیدی) اصلاح شد.